# Padre Marcos
Padre Marcos est une municipalité brésilienne située dans l'État du Piauí.